# Planta al·lucinògena
Una planta al·lucinògena és aquella planta que produeix efectes en la ment i el cos. Ens trastornen els sentits i produeixen experiències alienes a la realitat. Aquests efectes són normalment visuals, però també poden afectar la resta dels sentits, i ocasionalment diversos sentits poden estar afectats.
Aquestes al·lucinacions són degudes a substàncies químiques presents en les plantes que actuen com a narcòtics. Encara que, no tots els narcòtics siguin perillosos i causin addiccions.
Els narcòtics què causen al·lucinacions són anomenats al·lucinògens, psicomimètics, psicotaràxics i psicodèlics.

## Composició química
Els al·lucinògens es poden dividir en dos grups principals: aquells que contenen nitrogen en la seva estructura i aquells què no.
Dels que no tenen nitrogen en la seva estructura cal destacar els principis actius de la marihuana, components terpenòl·lics, classificats com a dibenzopirans i anomenats cannabinols (en particular el tetrahidrocannabinol)
Els que si què contenen nitrogen, són els alcaloides i les bases relacionades. La majoria dels alcaloides al·lucinògens són indols, els quals la majoria tenen com a precursor l'aminoàcid triptòfan. L'activitat d'aquests al·lucinògens rau a la semblança estructural que tenen al neutrotransmissor serotonina (5-hidroxidimethiltriptamina), que es troba present en el sistema nerviós dels animals.

## Llista de plantes amb efecte al·lucinogen
- - Argyreia nervosa
  - Atropa belladonna
  - Cannabis sativa
  - Catha edulis
  - Corynante yohimbe
  - Datura innoxia
  - Datura meteliodes
  - Datura stramonium
  - Ephedra sp.
  - Humulus lupulus
  - Hyoscyamus niger
  - Ilex paraguayensis
  - Ipomoea violacea
  - Lactuca virosa
  - Lophophora williamdii
  - Mandragora officinarum
  - Maytenus senegalensis
  - Mimosa pudica
  - Papaver somniferum
  - Peganum harmala
  - Piper methysticum
  - Salvia divinorum
  - Solanum nigrum
  - Tabernanthe iboga
  - Trichocereus sp.